# Edmund Czarkowski
Edmund Czarkowski (ur. 1912 w Chotyłowie, zm. 13 października 1943 pod Lenino) – podporucznik piechoty Wojska Polskiego.

## Życiorys
Edmund Czarkowski urodził się w 1912 w Chotyłowie, w powiecie bialskim, w rodzinie Kazimierza. W 1933 ukończył Szkołę Podchorążych Piechoty w Ostrowi Mazowieckiej. Uczestniczył w kampanii wrześniowej 1939. W latach 1941–1942 przez dziesięć miesięcy pełnił służbę w Polskich Siłach Zbrojnych w ZSRR. Następnie mieszkał wraz z rodziną i por. Kraśkiewiczem w Moskwie.
W maju 1943 przybył z pierwszą grupą oficerów do obozu w Sielcach nad Oką, gdzie organizowała się 1 Polska Dywizja Piechoty im. Tadeusza Kościuszki. Dowódca dywizji, pułkownik dyplomowany Zygmunt Berling wyznaczył go na stanowisko dowódcy plutonu żandarmerii, który oficjalnie był nazywany plutonem administracyjnym.
12 października 1943, w czasie bitwy pod Lenino sztandar 1 DP znajdował się w samochodzie dowódcy dywizji. W trakcie ostrzału artyleryjskiego starszy sierżant Sylwester Caputa, który był odpowiedzialny za bezpieczeństwo samochodu, z trudem wyprowadził sztandar z zagrożonego miejsca. Natomiast w ochronie sztandaru został ciężko ranny podporucznik Czarkowski. Po zakończeniu bitwy Wanda Wasilewska pisała o tym fakcie w tygodniku „Wolna Polska”: bądźcie dumni z porucznika Czarkowskiego …, który ciężko ranny, gdy w szpitalu na chwilę odzyskał przytomność, zapytał – gdzie sztandar i co z dowódcą generałem Berlingiem. A kiedy się dowiedział, że sztandar cały, że dowódca żywy i zdrowy, powiedział: wobec tego mogę umrzeć spokojnie. 13 października 1943 porucznik Czarkowski zmarł z odniesionych ran w obecności żony, sanitariuszki batalionu sanitarnego 1 DP.
11 listopada 1943 generał brygady Zygmunt Berling odznaczył pośmiertnie porucznika Czarkowskiego Krzyżem Srebrnym Orderu Wojennego Virtuti Militari.